# Leptochilus masiharensis
Leptochilus masiharensis är en stekelart som beskrevs av Giordani Soika 1981. Leptochilus masiharensis ingår i släktet Leptochilus och familjen Eumenidae. Inga underarter finns listade i Catalogue of Life.